# Municipio de Bernadotte (Illinois)
El municipio de Bernadotte (en inglés: Bernadotte Township) es un municipio ubicado en el condado de Fulton en el estado estadounidense de Illinois. En el año 2010 tenía una población de 273 habitantes y una densidad poblacional de 2,8 personas por km².

## Geografía
El municipio de Bernadotte se encuentra ubicado en las coordenadas 40°24′26″N 90°16′18″O / 40.40722, -90.27167. Según la Oficina del Censo de los Estados Unidos, el municipio tiene una superficie total de 97.66 km², de la cual 97,62 km² corresponden a tierra firme y (0,04 %) 0,04 km² es agua.

## Demografía
Según el censo de 2010, había 273 personas residiendo en el municipio de Bernadotte. La densidad de población era de 2,8 hab./km². De los 273 habitantes, el municipio de Bernadotte estaba compuesto por el 99,63 % blancos, el 0,37 % eran amerindios. Del total de la población el 0 % eran hispanos o latinos de cualquier raza.